# Kye Sun-hui
Kye Sun-Hui (2 de agosto de 1979) é uma judoca norte-coreana.
Kye conseguiu três medalhas olímpicas em três categorias diferentes. Ouro em Judô nos Jogos Olímpicos de Verão de 1996, tornando-as e mais nova medalhista de ouro olímpica de todos os tempos, sendo chamada de uma das maiores surpresas dos Jogos..
Chegou a competir qua quarta Olimpíada em 2008, mas não obteve sucesso.
Recebeu o Prêmio Kim Il Sung e o título de heroína do trabalho.